# 환타
환타(영어: Fanta)(필리핀어: Royal tru)는 코카콜라 컴퍼니에서 출시한 과일 맛 청량 음료 브랜드이다. 대한민국을 비롯한 세계 180개국에서 판매를 하고 있으나 맛은 나라마다 다르다.

## 역사

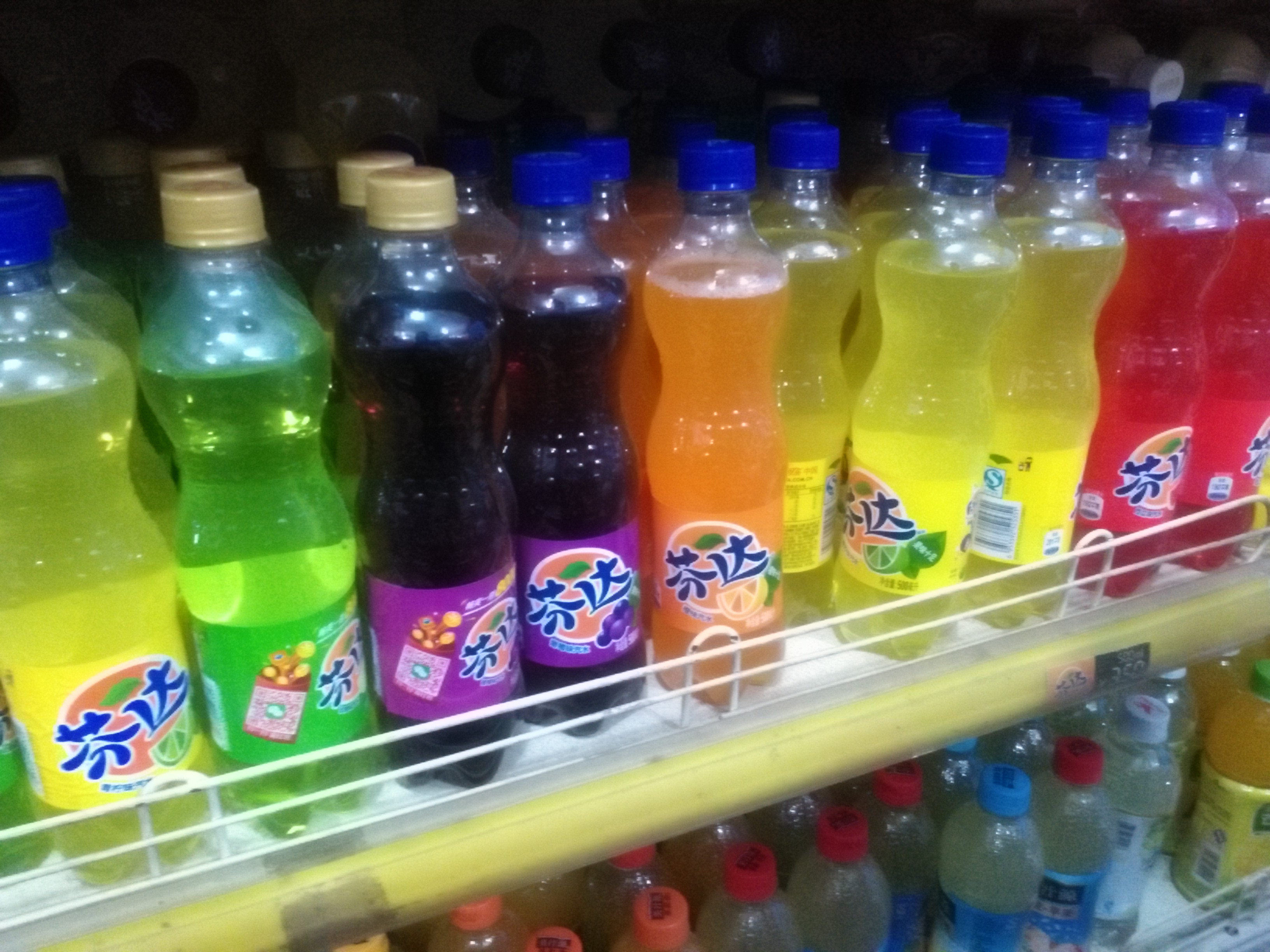
중국에서 판매하고 있는 환타

1940년 제2차 세계 대전 당시에 나치 독일이 미국과의 무역 금지 조치를 내리면서 미국의 코카콜라를 독일에서 생산하고 판매하지 못하는 일이 생겼다. 그러나 사장인 막스 카이트는 독일에서의 사업을 포기하지 않기 위해 1940년에 에센 환타를 대체 제품으로 한 화학자가 'Schetelig 1940'를 개발하여 1949년까지는 독일에서 이 음료수로 사업을 대체하였다. 1964년에는 공식적으로 출시하여 이후 환타는 코카콜라 컴퍼니에 인수되었다.

## 대한민국에 출시된 제품
- 오렌지
- 그레이프
- 파인애플
- 애플
- 복숭아 스무디
- 애플 스무디
- 환타 젤리
- 메론(한정판)
- 후르츠 펀치(한정판)
- 딸기(한정판)

### 판매가 중단된 제품
- 아이스베리
- 비타레몬
- 오랑고(오렌지+망고)
- 리치
- 그린애플
- 쉐이커 오렌지
- 쉐이커 그레이프

## 역대 로고

2010-2023
2016-2023
2023-현재

## 같이 보기
- 코카콜라
- 써니텐
- 오란씨
- 미린다
- 사이다